# هشيش أرضي
هشيش أرضي (الاسم العلمي: Psathyrella terrestris) هو نوع من الفطريات يتبع جنس الهشيش من الفصيلة الهشيشية.